# Frances Murray (escritora)
Frances Murray es el seudónimo utilizado por Rosemary Frances Booth, nacida Sutherland (Lanark, 10 de febrero de 1928 - Albi, 27 de octubre de 2019), escritora escocesa de novelas infantiles y románticas. En 1976, su novela The Burning Lamp ganó el Premio a la Novela Romántica del Año de la Asociación de Novelistas Románticos.

## Biografía

### Vida personal y carrera docente
Nació como Rosemary Frances Sutherland el 10 de febrero de 1928 en Lanark, hija de Frances (Wotherspoon), una artista, y Donald Sutherland, periodista y dramaturgo. Estudió en la Universidad de Glasgow (1945-1947), más tarde decidió salir un año y trabajar y hacer una gira con el Unity Theatre de Glasgow (1948-1949). El 28 de agosto de 1950 se casó con Robert Edward Booth, un gerente, y tuvieron tres hijas: Lesley, Judith y Frances.
En 1965, obtuvo una maestría en la Universidad de St Andrews, seguida de un Diploma en Educación en 1966. Enseñó historia en la Academia Perth, en Escocia (1966-1972) y fue Jefa del Departamento de Historia en la Escuela Linlathan en Dundee (1972-1976). Fue profesora principal de Historia en el Ladies' College en Saint Peter Port una localidad situada en la Bailía de Guernsey, en la Islas del Canal (1976-1993). En 1993, se retiró de la enseñanza.
Después de jubilarse, Rosemary y su marido se mudaron a España para vivir y luego a Francia, donde vivió en el Despartamento de Tarn hasta su muerte.

### Carrera de escritora
Utilizó el seudónimo de Frances Murray entre 1966 a 1986. Desde 2011, publicó libros electrónicos automáticamente en Amazon.
A lo largo de su carrera docente profesional y su jubilación, siempre ha escrito. Sus novelas reflejan su interés por las personas, el lenguaje, la literatura, el arte y todo lo culinario. Mientras enseñaba en Escocia, escribió una serie de guiones de radio para BBC Schools Radio; y obras de teatro escolares galardonadas para concursos de teatro. Se le encargó escribir una balada escocesa para la novelista Mary Stewart.

### Novelas infantiles

#### Serie de ponis
1. Ponis en el brezo (1966)
2. Ponis y paracaídas (1975)
3. Esperanza Blanca (1978)

#### Novelas individuales
- Sombra sobre las islas (1986)

### Novelas románticas
- El querido colega (1972)
- La lámpara ardiente (1973)
- La hermana de la heroína (1975)
- Red Rowan Berry (1976)
- Náufrago (1978)
- Pago por el Piper (1983) también conocido como Brave Kingdom (título de EE. UU.)
- El escándalo de Belchamber (1985)

### Libros electrónicos (Amazon Kindle)
- Un poder para encanto (2011)
- Escuela de verano en Labastide (2012)
- Los días de préstamo (2012)
- Grilletes (2012)
- Largo camino a Filadelfia (2012)
- Lo que le pasó a Mary Bold (2012)
- La playa de coral (2012)
- Expectativas (2012)